# Chevrolet S-10
Chevrolet S-10 – samochód osobowy typu pickup klasy średniej produkowany pod amerykańską marką Chevrolet w latach 1981–2004 oraz od 1995 roku na rynku południowoamerykańskim. Od 2012 roku produkowana jest trzecia generacja modelu.

## Pierwsza generacja

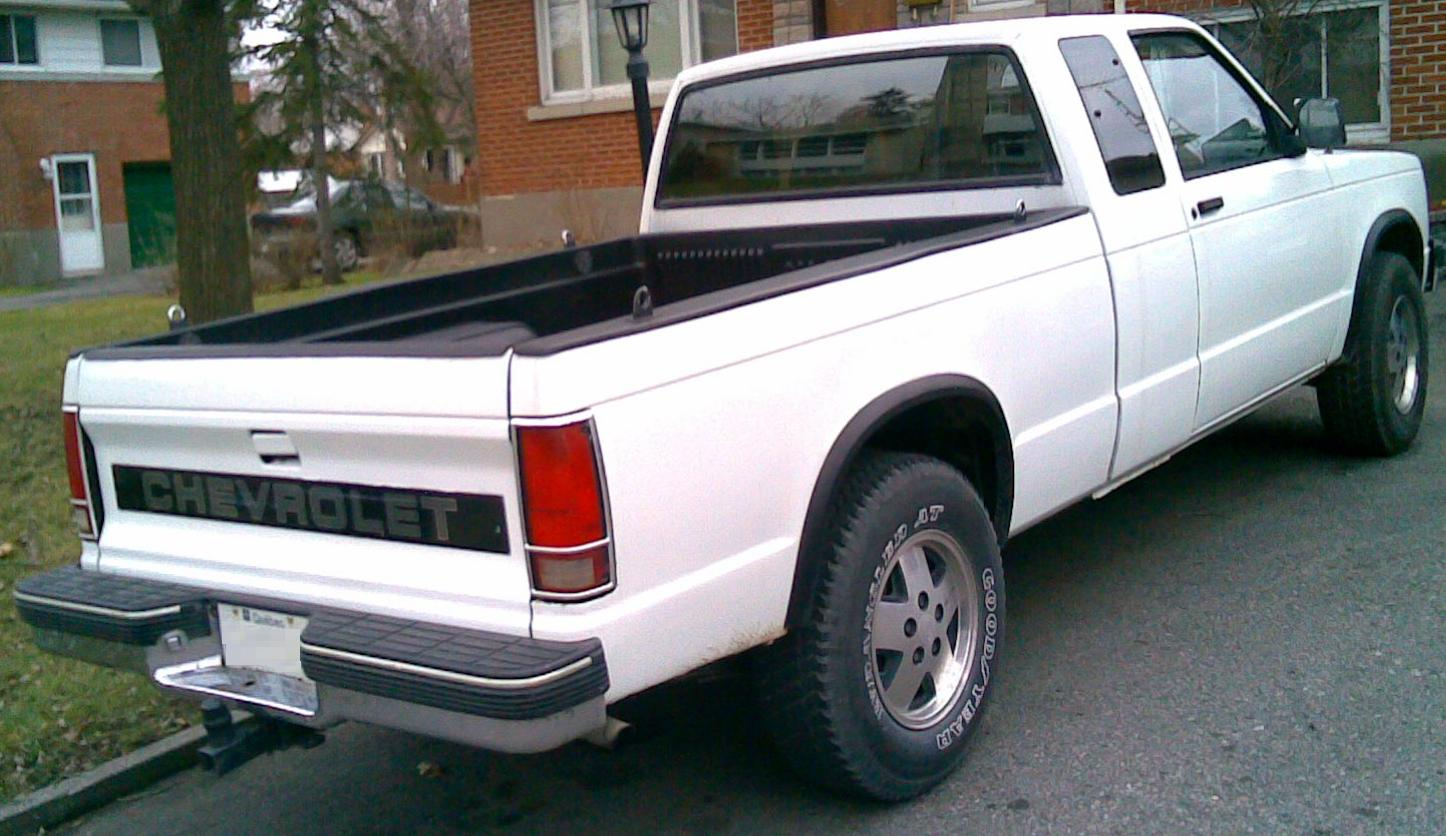
Chevrolet S-10 I – tył

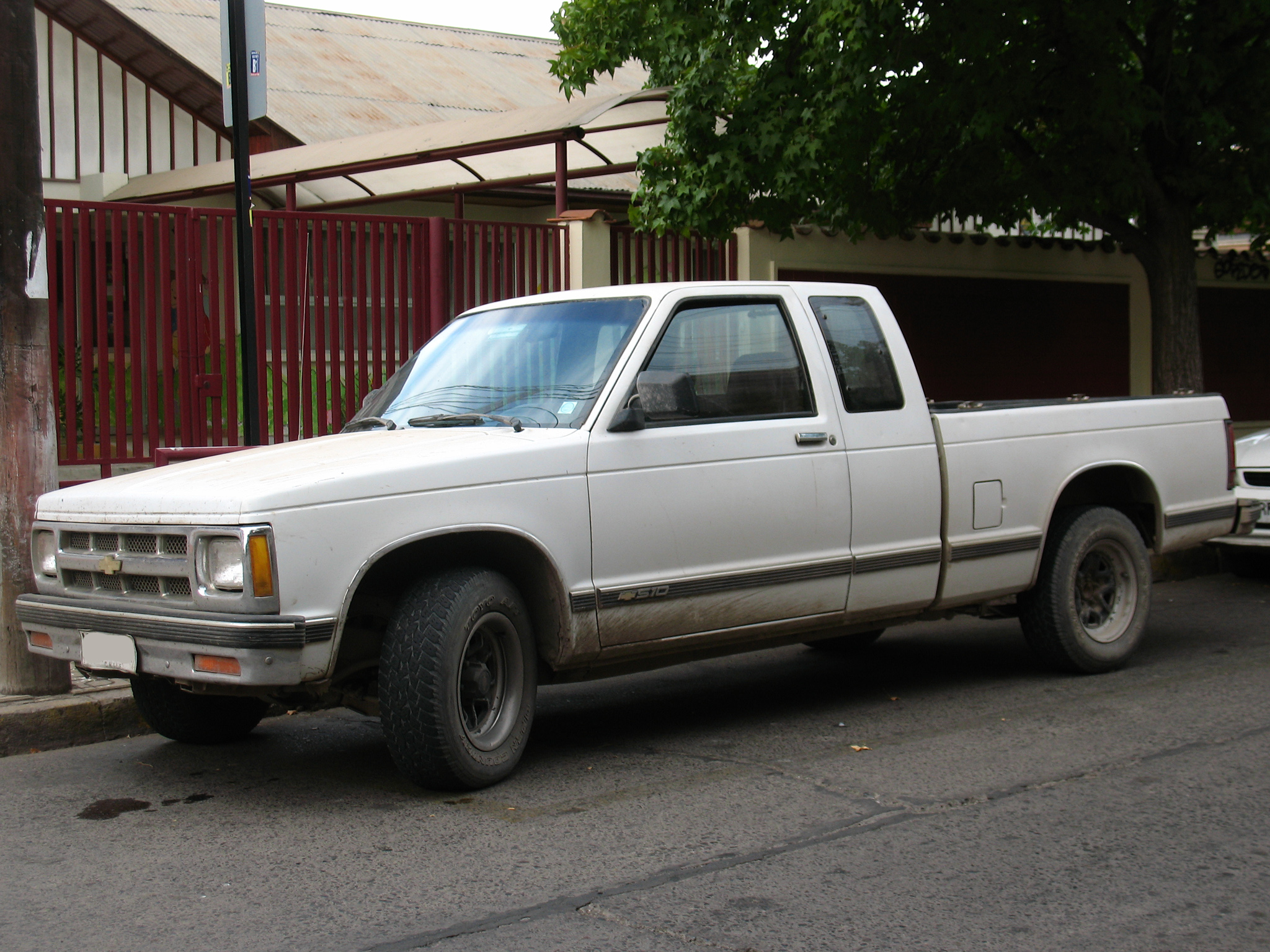
Chevrolet S-10 I po liftingu

Chevrolet S-10 I został zaprezentowany po raz pierwszy w 1981 roku. 
Model S-10 pojawił się w ofercie Chevroleta jako bardziej kompaktowa i tańsza alternatywa dla topowego pickupa C/K. Zbudowano ją w ramach koncernu General Motors we współpracy z GMC, razem z bliźniaczym modelem S-15/Sonoma.
Samochód utrzymano w prostych, kanciastych formach, które widoczne były zarówno w kształcie nadwozia, jak i atrapie chłodnicy, reflektorach i lampach tylnych.

### Lifting
W 1990 roku Chevrolet S-10 przeszedł drobną modernizację, która objęła zmianami głównie wygląd atrapy chłodnicy. Zmienił się jej układ na rzecz dużej, chromowanej poprzeczki dzielącej ją na pół.

### Silniki
- L4 1.9l LR1
- L4 2.0l LQ2
- L4 2.2l LQ7
- L4 2.5l L38
- L4 2.5l LN8
- V6 2.8l LR2
- V6 2.8l LL2
- V6 4.3l L35
- V6 4.3l LB4

## Druga generacja

### Wersja północnoamerykańska

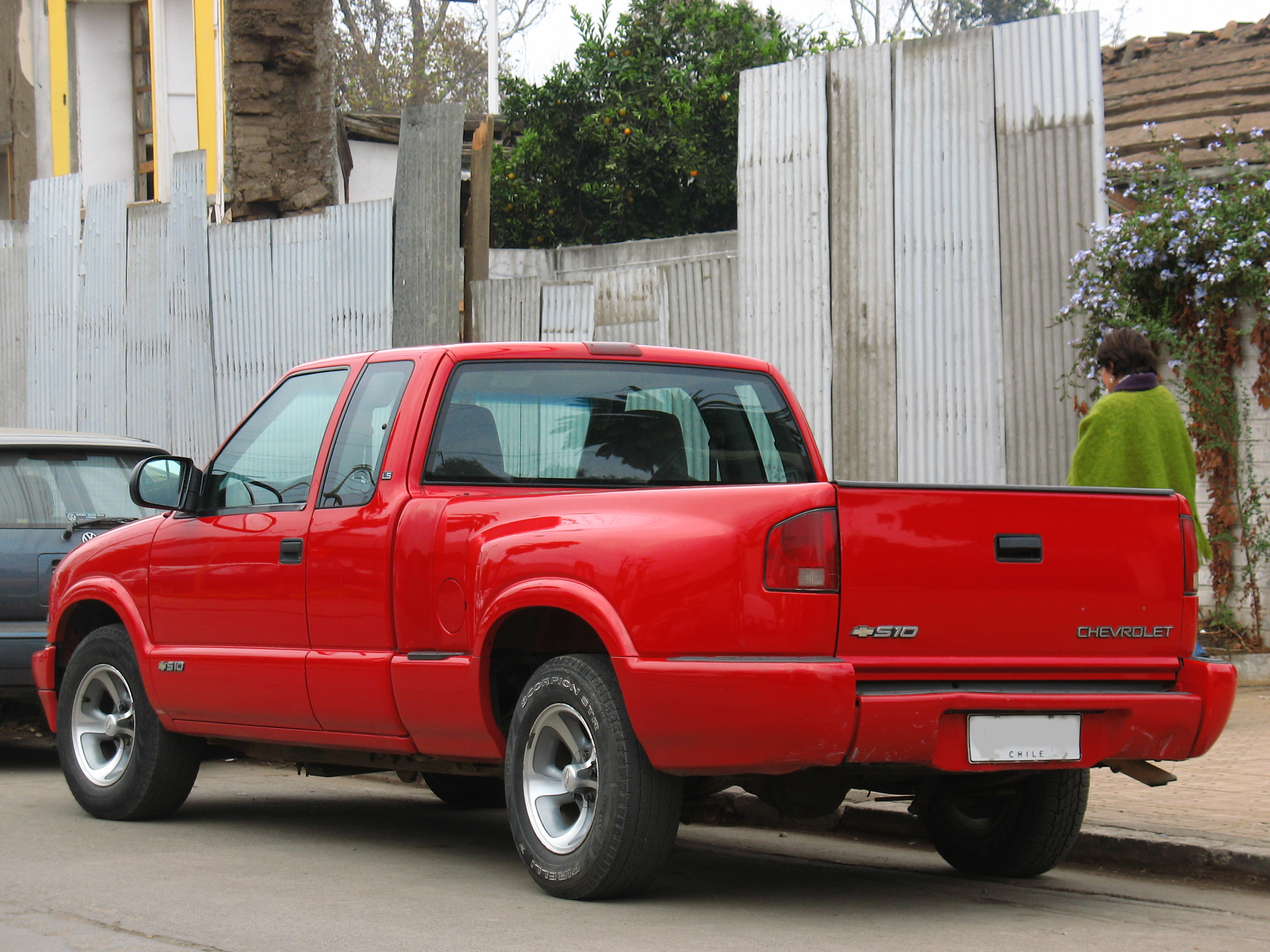
Chevrolet S-10 II – tył

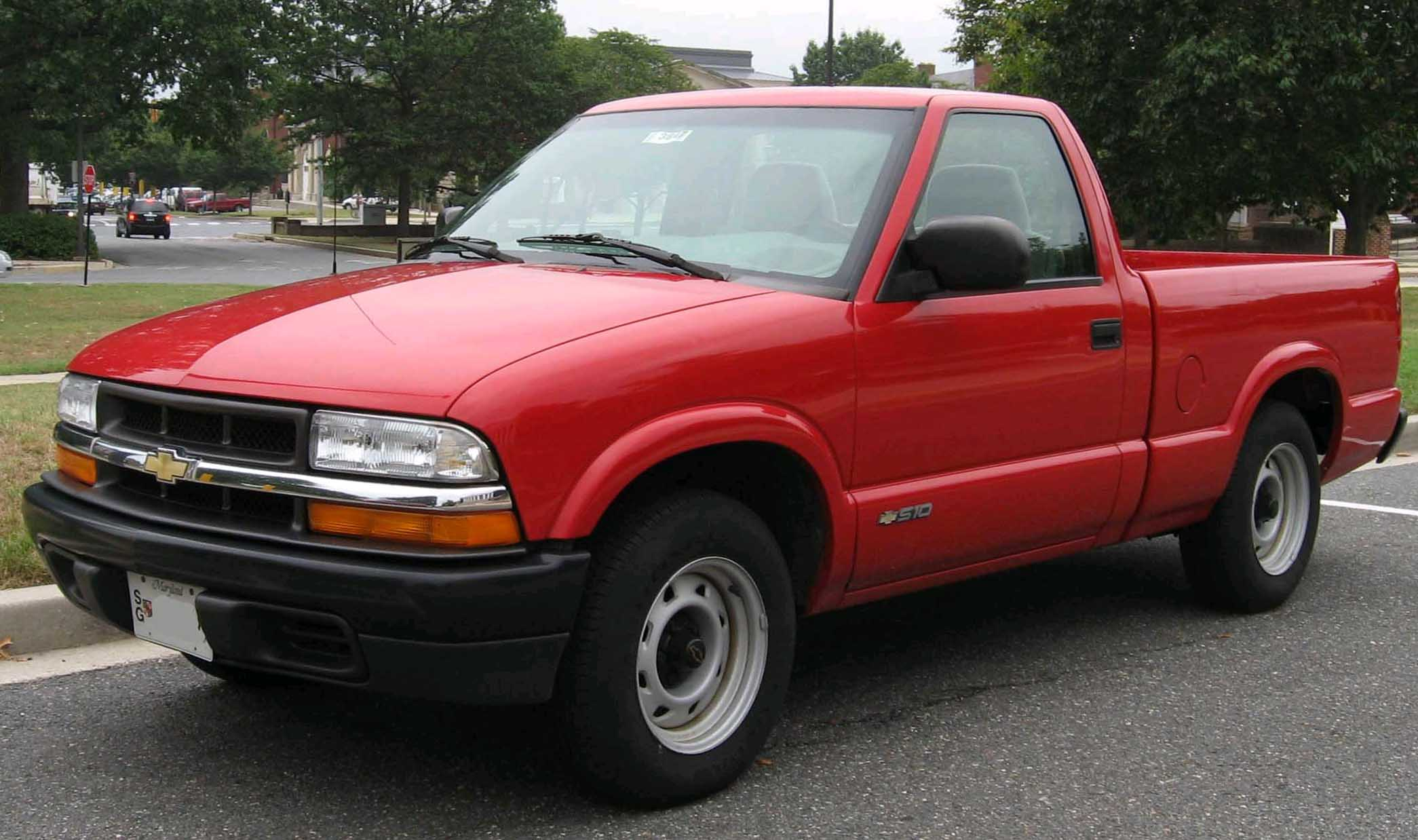
Chevrolet S-10 II po liftingu

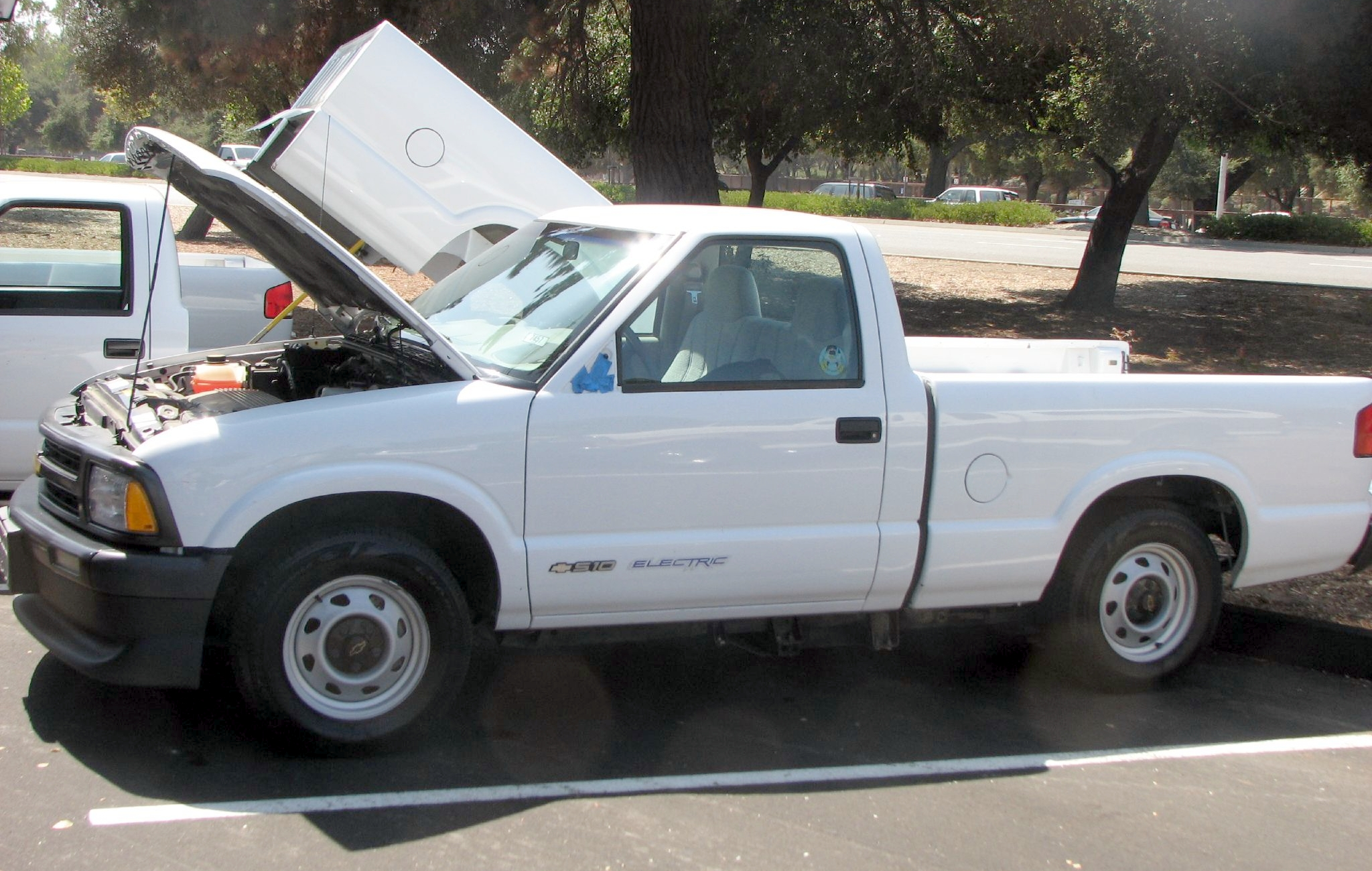
Chevrolet S-10 EV

Chevrolet S-10 II został zaprezentowany po raz pierwszy w 1993 roku.
Druga generacja S-10 przeszła ewolucyjny zakres zmian w stosunku do poprzednika, zyskując bardziej zaokrąglone nadwozie z charakterystycznym, zadartym ku dołowi przodzie i dużą, chromowaną atrapą chłodnicy, która otoczyła także reflektory.
Samochód ponownie pełnił funkcję odmiany pickup wobec SUV-a S-10 Blazer, powstając we współpracy nie tylko z bratnim GMC, ale i z japońskim Isuzu. S-10 oferowano zarówno z jednym, jak i dwiema parami drzwi.

### S-10 EV
Na bazie pierwszej generacji S-10 w wersji dwumiejscowej Chevrolet zbudował także wariant o napędzie czysto elektrycznym. Układ elektryczny pojazdu tworzyła 16,2-kWh bateria, rozwijając maksymalną moc 114 KM. S-10 EV był pojazdem małoseryjym, produkowanym przez niespełna rok od 1997 do 1998 roku. Powstało 1100 sztuk.

### Lifting
W 2000 roku Chevrolet S-10 II generacji przeszedł obszerną restylizację, która wzorem bratniego S-10 Blazera zyskał większe, dwuczęściowe reflektory przedzielone w pół chromowaną poprzeczką z logo producenta.

### Koniec produkcji i następca
Produkcja Chevroleta S-10 drugiej generacji z przeznaczeniem na rynek Ameryki Północnej zakończyła się w 2004 roku na rzecz zbudowanego od podstaw następcy, który otrzymał nową nazwę – Colorado.

### Silniki
- L4 2.2l LN2
- V6 4.3l LB4

### Wersja południowoamerykańska

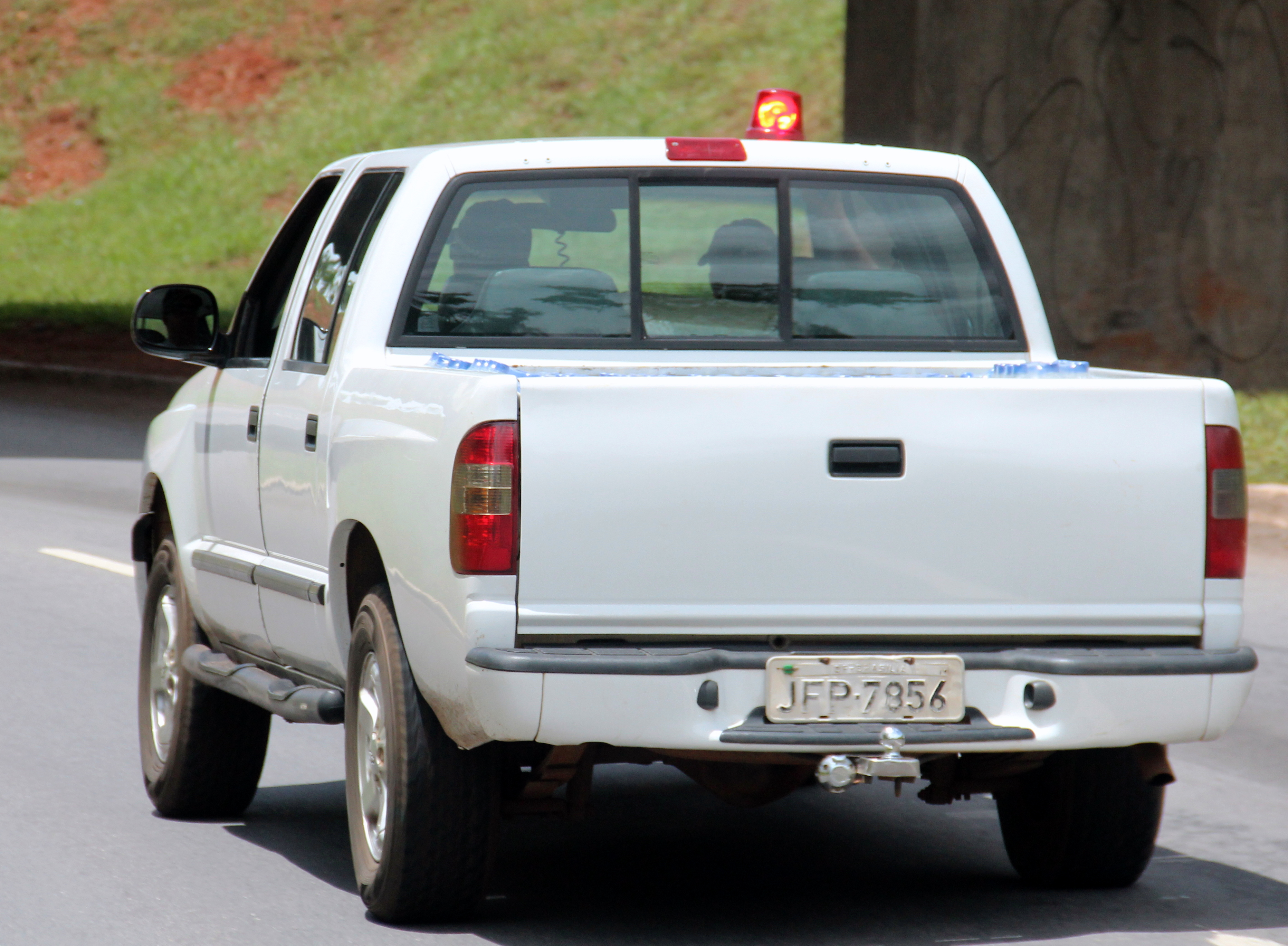
Chevrolet S-10 II – tył

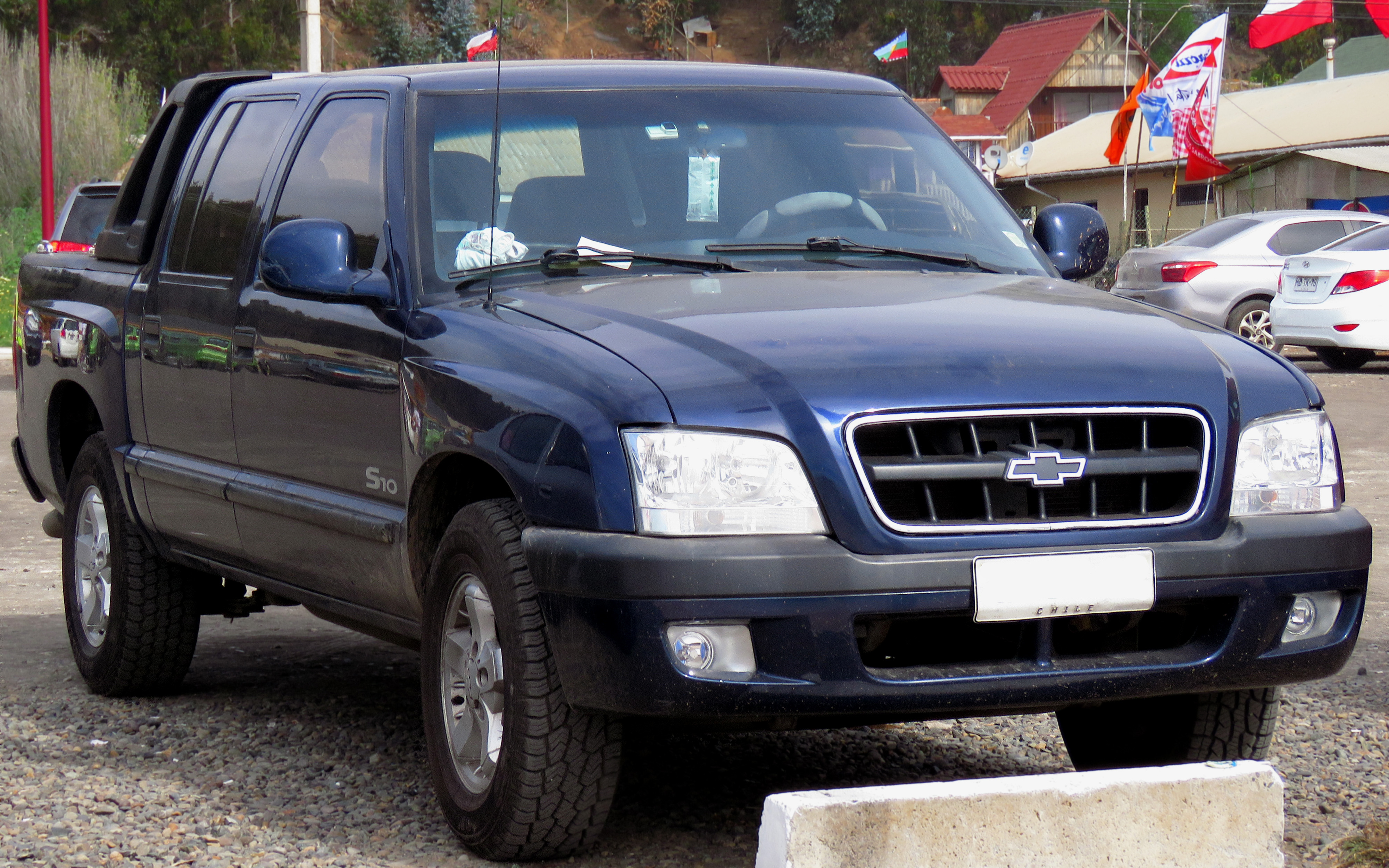
Chevrolet S-10 II po liftingu

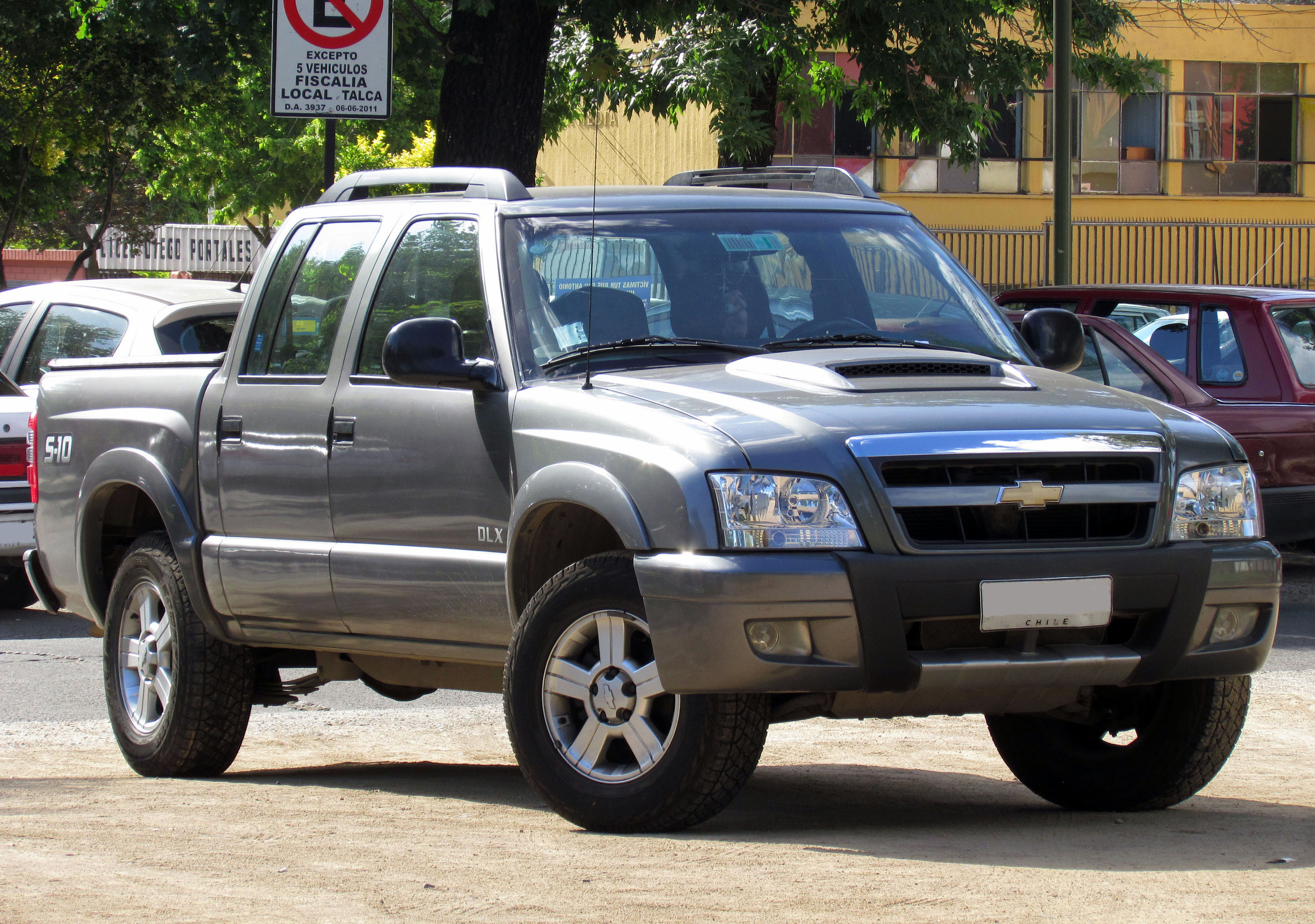
Chevrolet S-10 II po drugim liftingu

Chevrolet S-10 II został zaprezentowany po raz pierwszy w 1995 roku.
W 1995 roku Chevrolet zdecydował się rozpocząć sprzedaż S-10 drugiej generacji w zmodyfikowanej postaci z przeznaczeniem na rynek Brazlii i Argentyny, a poza tym – także Chin.
Samochód zyskał m.in. zmodyfikowany pas przedni, gdzie pojawiły się dwukloszowe, podłużne reflektory, a także duża, zaokrąglona atrapa chłodnicy z dużym logo producenta w centralnym punkcie.

### Restylizacje
Wraz z zakończeniem produkcji pokrewnej, równolegle produkowanej w Stanach Zjednoczonych odmiany S-10, Chevrolet zdecydował się kontynuować produkcję południowoamerykańskiej odmiany w 2004 roku. 
Aby uatrakcyjnić obecny wówczas na rynku od 9 lat model, zdecydowano się go gruntownie zmodyfikować. Pojawił się zupełnie nowy pas przedni, z charakterystycznymi, ściętymi reflektorami i dużym wlotem powietrza o strukturze kraty. Odświeżono także tylne lampy.
W 2008 roku Chevrolet przeprowadził kolejną modernizację S-10 dla rynku brazylijskiego i argentyńskiego, tym razem przynoszącą nowe kolory nadwozia i zmodyfikowaną atrapę chłodnicy z dużą, chromowaną poprzeczką.

### Silniki
- L4 2.2l LN2
- V6 4.3l LB4

## Trzecia generacja

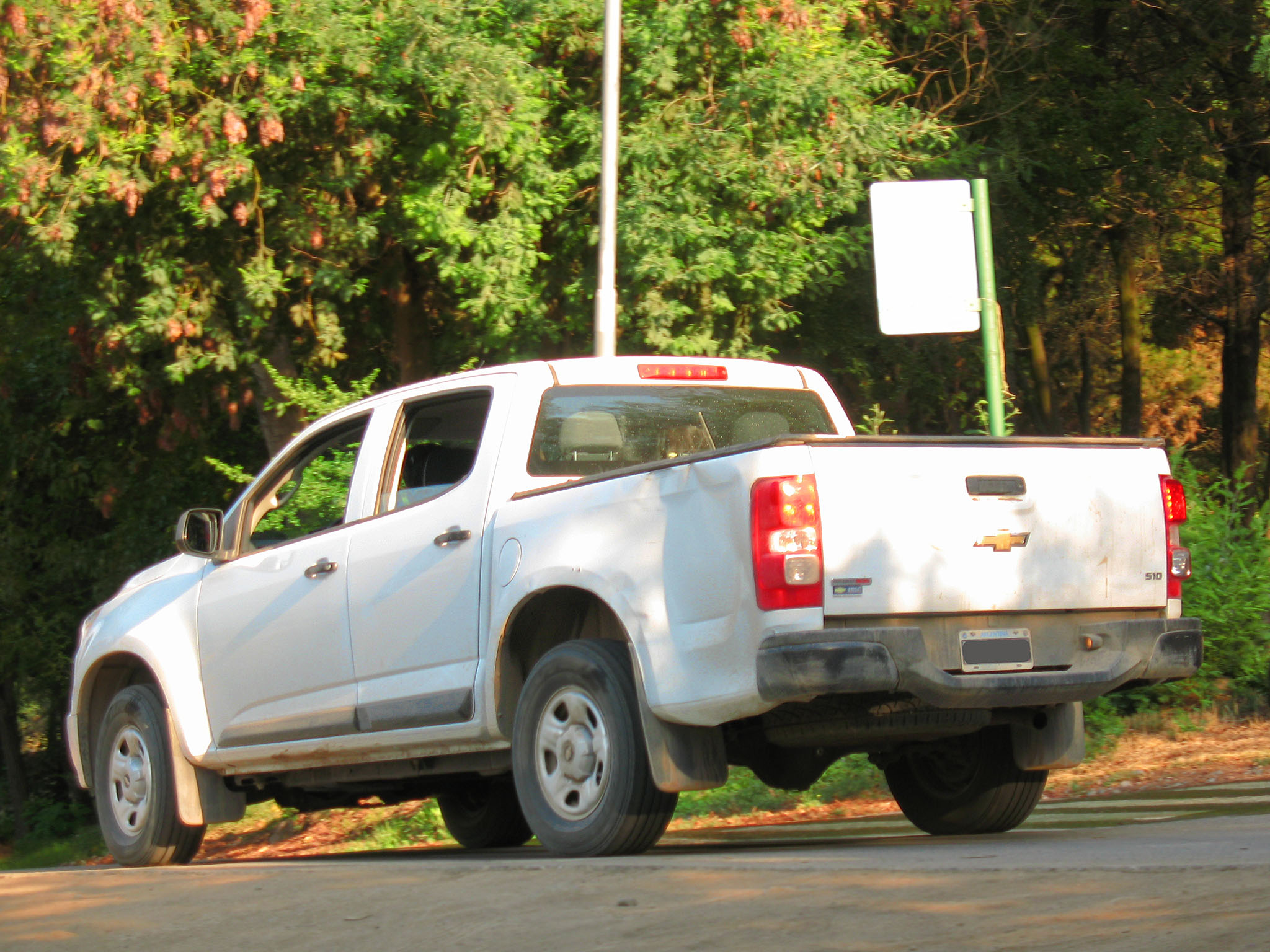
Chevrolet S-10 III – tył

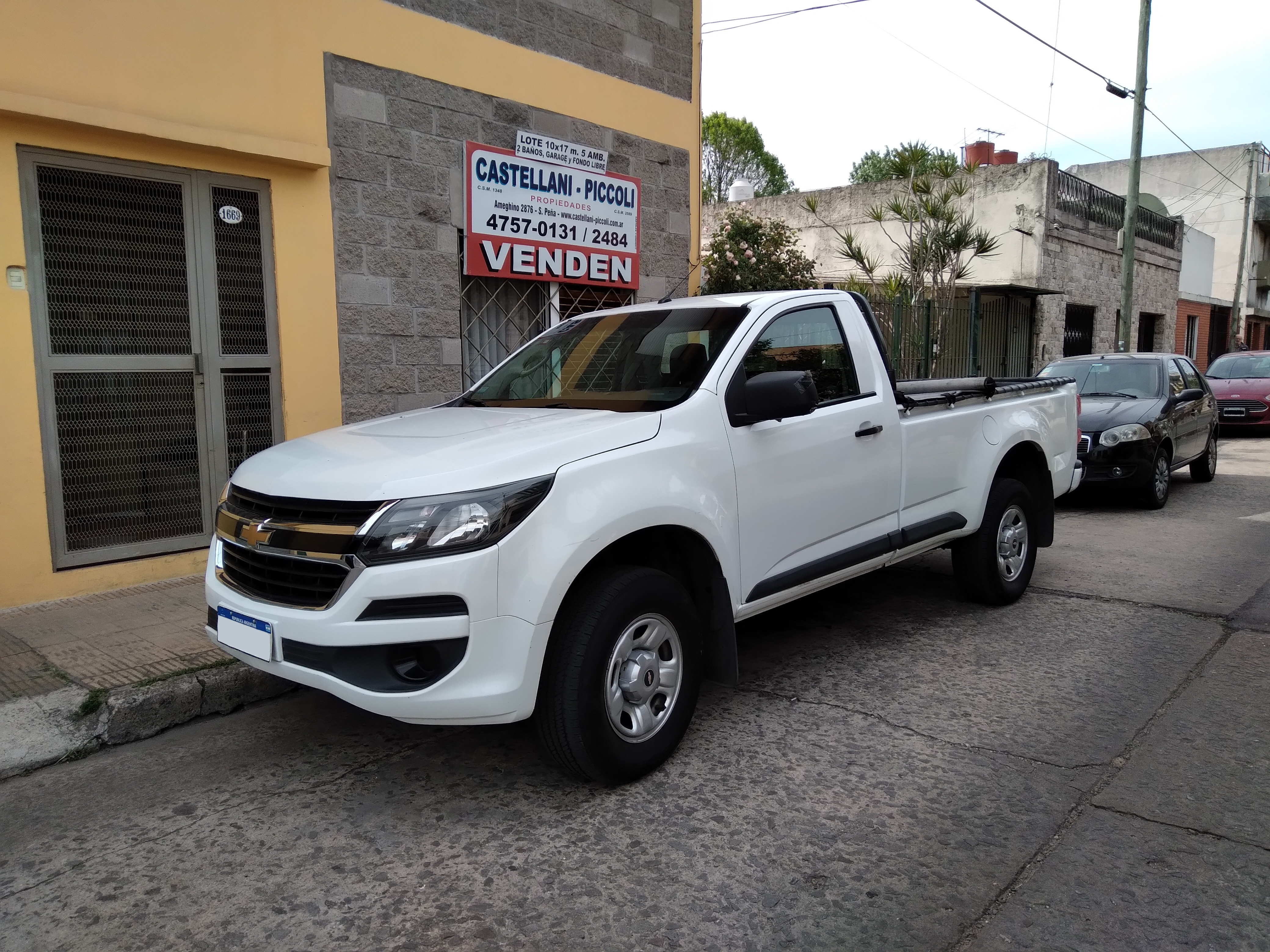
Chevrolet S-10 III po liftingu

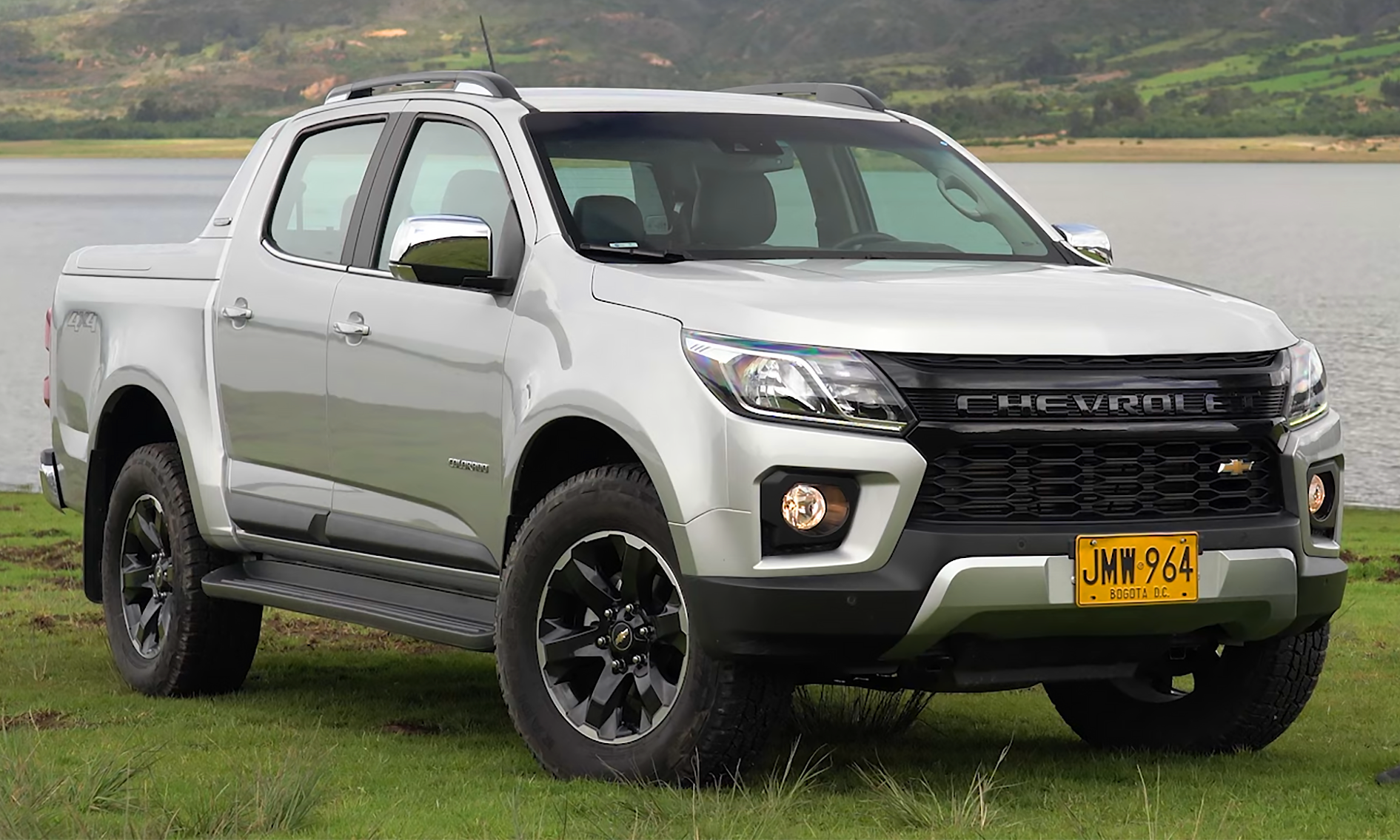
Chevrolet S-10 III po drugim liftingu

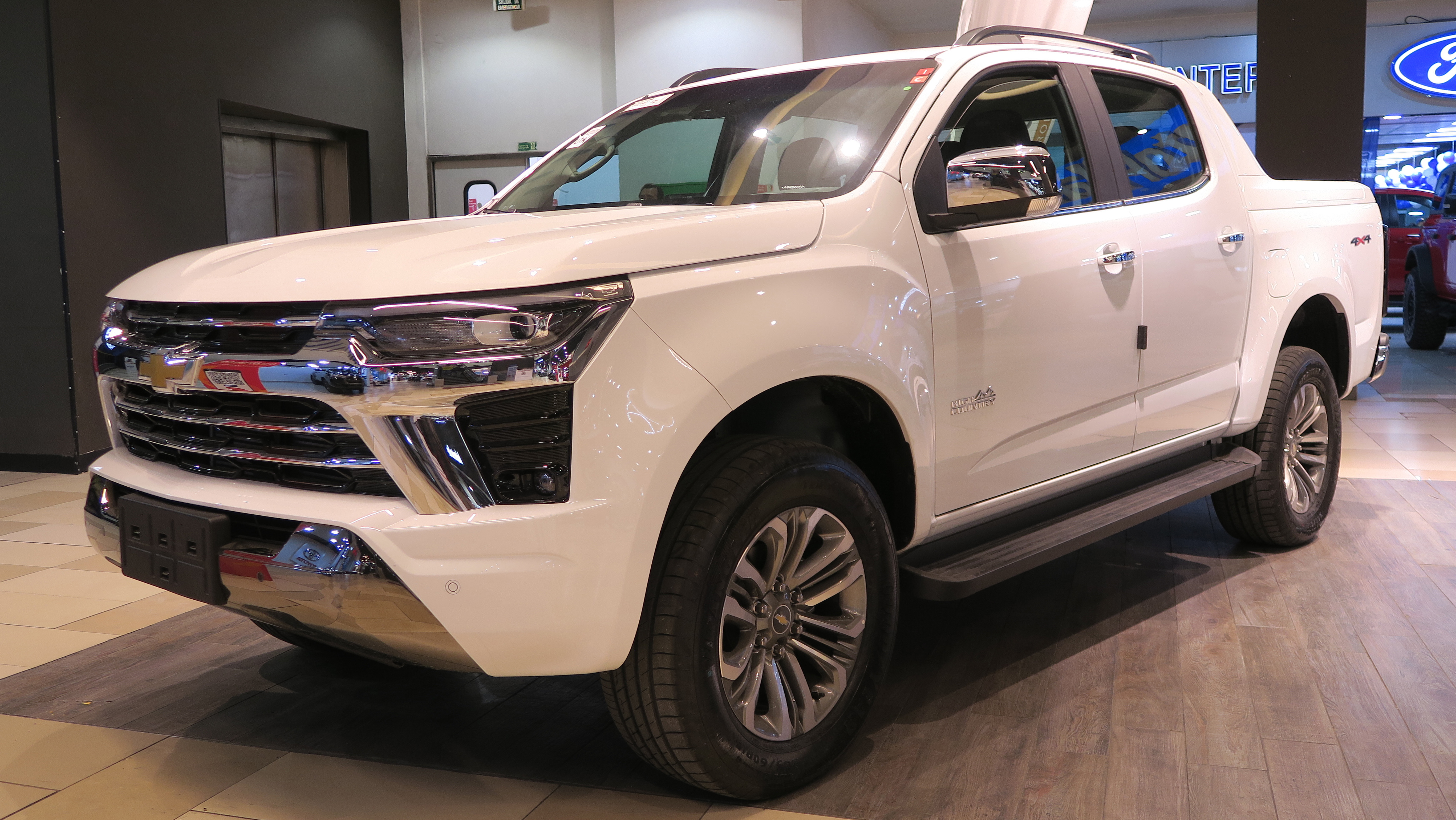
Chevrolet S-10 III po trzecim liftingu

Chevrolet S-10 III został zaprezentowany po raz pierwszy w 2012 roku.
Brazylijski oraz argentyński oddział Chevroleta zdecydował się kontynuować linię modelową S-10, która przyjęła postać lokalnej odmiany przedstawionego właśnie nowego wcielenia globalnego pickupa Colorado. Zastąpiono tym samym produkowanego przez 18 lat poprzednika. W porównaniu do niego, S-10 trzeciej generacji stało się bardziej obłe i większe z wysoko poprowadzoną linią okien.

### Restylizacje
W lipcu 2016 roku Chevrolet przedstawił Colorado po obszernej modernizacji, która objęła także południowoamerykańską odmianę pod nazwą S-10. Samochód zyskał nowy, bardziej agresywnie stylizowany pas przedni, a także zupełnie nowy kokpit ze zmodyfikowaną konsolą centralną.
Drugą modernizację samochód przeszedł w drugiej połowie 2020 roku, która przyniosła głównie zmiany w wyglądzie atrapy chłodnicy, a także przedniego zderzaka. Pojawił się szeroko rozstawiony napis CHEVROLET pomiędzy reflektorami, niżej osadzona poprzeczka, a także specyficznie ulokowane logo producenta, które z centralnego punktu zostało przesunięte do prawego narożnika i pomniejszone.
W kwietniu 2024 samochód przeszedł trzecią restylizację, zmieniającą ponownie kształt reflektorów na węższe i wyżej osadzone, a także wprowadzającą większą osłonę chłodnicy z większą poprzeczką, inne wkłady lamp tylnych i przemodelowane zderzaki. Ponadto ponownie zmianie uległ projekt deski rozdzielczej, z wyżej osadzonym większym ekranem systemu multimedialnego.

### Silniki
- L4 2.4l Flexpower
- L4 2.5l EcoTec
- L4 2.5l Duramax
- L4 2.8l Duramax
- V6 3.6l High Feature